# Ingrid Matthäus-Maier
Ingrid Matthäus-Maier (Werlte, 9 septembre 1945) est une juriste et femme politique allemande. 